# Kazsok
Kazsok é um município da Hungria, situado no condado de Somogy. Tem 10,71 km² de área e sua população em 2019 foi estimada em 320 habitantes.